# Pidonia aestivalis
Pidonia aestivalis är en skalbaggsart som beskrevs av Mikio Kuboki 1994. Pidonia aestivalis ingår i släktet Pidonia och familjen långhorningar.
Artens utbredningsområde är Taiwan. Inga underarter finns listade i Catalogue of Life.